# Estoloderces
Estoloderces – rodzaj chrząszczy z rodziny kózkowatych i podrodziny zgrzypikowych.

## Zasięg występowania
Przedstawiciele tego rodzaju występują w Ameryce Południowej od Wenezueli na płn. po Paragwaj na płd.

## Systematyka
Do Estoloderces należą 3 gatunki:
- Estoloderces luederwaldti
- Estoloderces obliquus
- Estoloderces romerorum